# Defensa Nacional Bielorrusa
La Defensa Nacional Bielorrusa, o Guardia Nacional de Bielorrusia (en bielorruso: Беларуская краёвая абарона, Bielaruskaja krajovaja abarona, BKA; en alemán: Weißruthenische Heimwehr) eran batallones de voluntarios colaboracionistas formados por el propio Consejo Central Bielorruso (1943-1944), uno de los gobiernos colaboracionistas dentro del Reichskommissariat Ostland durante la Segunda Guerra Mundial. La BKA operó desde el 23 de febrero de 1944 hasta el 28 de abril de 1945. La Defensa Nacional Bielorrusa llegó a tener más de 20.000 efectivos y estuvo bajo el mando del Comisionado General Curt von Gottberg, con la ayuda logística de la SS-Sturmbrigade Dirlewanger, conocida como la "Brigada de cazadores furtivos" comandada por Oskar Dirlewanger.

## Creación
Después de que la Wehrmacht sufriera dos importantes derrotas estratégicas en Stalingrado (febrero de 1943) y en Kursk (agosto de 1943), los alemanes hicieron algunas concesiones a los colaboradores bielorrusos al proponer un cuasi-estado bielorruso. La asistencia fue ofrecida por los gobiernos administrativos locales de la era soviética y exmiembros de organizaciones públicas, incluida la Juventud Bielorrusa Soviética.
El 6 de marzo de 1944 comenzó la movilización general de todos los hombres sanos nacidos entre 1908 y 1924 en la BKA. Unas 40.000 personas se presentaron en las oficinas de reclutamiento establecidas en siete ciudades; aunque el 30% de ellos fueron enviados de regreso a casa debido al hacinamiento. De cada región (Uyezd) se reclutaron entre 500 y 600 hombres, para un total de 28.000 soldados listos para el entrenamiento.

El 26 de marzo, todos los hombres que ya se habían alistado en la BKA prestaron juramento en Minsk:
"Lo juro, mano a mano con el soldado alemán, que no depondré mis armas hasta que haya paz y seguridad en nuestras granjas y ciudades, hasta que en nuestra tierra sea destruido el último enemigo del pueblo bielorruso".
El juramento fue aceptado por el comandante de la BKA, Ivan Yermachenka, en presencia del líder y SS- und polizeiführer Curt von Gottberg. Al presidente del Consejo Central Bielorruso, Radasłaŭ Astroŭski, le preocupaba que algunos partisanos soviéticos pudieran haberse infiltrado en las nuevas estructuras de la BKA y que, por tanto, necesitaría una inspección exhaustiva después.
El 31 de marzo de 1944, los batallones de la BKA recibieron sus designaciones individuales. En total, se formaron 45 batallones, en su mayoría infantería. Sin embargo, para evitar posibles deserciones, las armas se entregaron solo durante los ejercicios de entrenamiento. Las SS no tenían suficientes oficiales para entrenarlos a todos, por lo que algunos miembros de la Policía Auxiliar Bielorrusa, no mayores de 57 años y Unteroffizier no mayores de 55 años (excepto los que protegían al gobierno colaboracionista), fueron trasladados a la BKA. La organización estaba controlada por la policía alemana y los comandantes de la SD.
A mediados de junio de 1944, las SS crearon una escuela de oficiales para voluntarios de la BKA en Minsk, pero la ciudad fue invadida por los soviéticos solo dos semanas después. Después de evacuar el Consejo a Königsberg y luego a Berlín en noviembre de 1944, se formó el 1.º Batallón de personal. Mientras tanto, los batallones de la BKA en territorio bielorruso se utilizaron principalmente en operaciones antipartisanas y más tarde en el frente contra el Ejército Rojo.

## Disolución
La BKA dejó de existir después de que el Ejército Rojo recuperara el control en la República Socialista Soviética de Bielorrusia. Algunas unidades de la BKA se retiraron hacia el oeste y se convirtieron en la base para la creación de la Schutzmannschaft-Brigade Siegling. Muchos reclutas regresaron posteriormente a sus pueblos en Bielorrusia.
El CCB existió hasta finales de la década de 1980 en los Estados Unidos y el presidente Radasłaŭ Astroŭski trabajó hasta 1960. La mayoría de sus miembros, como miembros de otras organizaciones, recibieron asilo político en calidad de inmigrantes. En abril y mayo de 1945, la mayoría de los miembros de la BKA sometidos al Ejército Ruso de Liberación se rindieron a los Aliados. Los propagandistas posteriores sostienen que el 1.º batallón de los Ejércitos de Liberación de Bielorrusia en Berlín era de hecho parte de la 30.ª División de Granaderos de las Waffen-SS. Once de sus oficiales, entre ellos B. D. Rahula y otros, entraron en la 1.ª Brigada de Granaderos de Choque SS "Bielorrusia", formada en la Alemania nazi; fue enviada a la batalla de Montecassino y actuó contra el Segundo Cuerpo polaco del general Władysław Anders (Ejército de Anders). Los alemanes no confiaban en los soldados de la BKA, lo que explica por qué las formaciones del Ejército Ruso de Liberación no fueron enviadas al Frente Oriental y combatieron en el Frente Occidental.

## Rangos e insignias
| Insignia | Nombre                                                  | Equivalente al Heer       |
| -------- | ------------------------------------------------------- | ------------------------- |
|          | Маршал БНР Marshall BKA                                 | Generaloberst             |
|          | Генерал палкоўнік Coronel General                       | General der Waffengattung |
|          | Генерал лейтэнант Teniente General                      | Generalleutnant           |
|          | Генерал маёр Mayor General                              | Generalmajor              |
|          | Палкоўнік Coronel                                       | Oberst                    |
|          | Падпалкоўнік Lieutenant Colonel                         | Oberstleutnant            |
|          | Маёр Mayor                                              | Major                     |
|          | Капітан Capitán                                         | Hauptmann                 |
|          | Старшы лейтэнант Teniente primero                       | Oberleutnant              |
|          | Лейтэнант Teniente                                      | Leutnant                  |
|          | Сьцяжны Oficial                                         | Oberfähnrich              |
|          | Старшыня Sargento mayor                                 | Oberfeldwebel             |
|          | Зьвязны Sargento                                        | Feldwebel                 |
|          | Дружыновы Sargento menor                                | Unterfeldwebel            |
|          | Капрал Cabo                                             | Unteroffizier             |
|          | Старшы жаўнер 2-ай клясы Soldado de primera (2.ª clase) | Obergefreiter             |
|          | Старшы жаўнер 1-ай клясы Soldado de primera             | Gefreiter                 |
|          | Жаўнер Soldado                                          | Grenadier                 |
| Source:  |                                                         |                           |